# Ossian Araripe
Ossian Alencar Araripe (Crato, 29 de setembro de 1923 – Fortaleza, 26 de março de 2007) foi um advogado, tabelião e político brasileiro que exerceu seis mandatos de deputado federal pelo Ceará.

## Dados biográficos
Filho de Cícero de Alencar Araripe e Gualterina Lacerda Araripe. Advogado formado em 1948 na Universidade Federal do Ceará, foi ainda tabelião antes de eleger-se prefeito de Crato pela UDN em 1954.
Eleito deputado federal em 1962, escolheu a ARENA em virtude do bipartidarismo, imposto pelo Regime Militar de 1964. Reeleito em 1966, 1970, 1974 e 1978, foi para o PDS e nele renovou o mandato em 1982. Nessa legislatura ausentou-se na votação da Emenda Dante de Oliveira em 1984 e escolheu Paulo Maluf no Colégio Eleitoral em 1985, encerrando sua carreira política no PFL sem disputar a reeleição.
Faleceu vítima de um incêndio em seu apartamento.

## Família
Em 1951, Ossian Araripe casou-se com Maria do Céu Vilar de Alencar Araripe, com quem teve seis filhos. São eles: Ossian Filho (um médico), Samuel Araripe (um advogado e ex-prefeito do Crato), Ana Gualterina (uma economista), Lana (uma administradora de empresas), Péricles (um advogado) e Ítalo (um engenheiro eletricista).